# Kwaren
Kwaren is een bestuurslaag in het regentschap Klaten van de provincie Midden-Java, Indonesië. Kwaren telt 2669 inwoners (volkstelling 2010).